# Травник
Травник (лат. Herbosa, -ae, f.) је град у Федерацији Босне и Херцеговине, Босна и Херцеговина. Налази се у долини ријеке Лашве, окруженој планинама Влашић на сјеверу и Виленица на југу. Травник је административни и политички центар средње Босне. У њему је седиште истоимене општине. Према прелиминарним подацима пописа становништва 2013. године, у Травнику је пописано 15.344 лица.

## Географија
Травник се налази врло близу географског центра Босне и Херцеговине. Ријека Лашва протиче кроз град, од запада према истоку, прије свога ушћа у ријеку Босну. Град Травник се налази у великој лашванској долини, која повезује долину ријеке Босне на западу са долином ријеке Врбас, на истоку.
Травник лежи на надморској висини од 514 метра. Његово најистакнутије географско обиљежје су планине Виленица и Влашић, која је добила има по Власима, и једна је од највиших планина у Босни и Херцеговини, са надморском висином од 1943 метара.

### Клима
Травник има континенталну климу, судећи по свом положају између Јадранског мора на југу и Паноније на сјеверу. Просјечна љетна температура је 18,2 °C. Са друге стране, просјечна зимска температура је 0 °C. Снијег у Травнику пада сваке године.

## Историја
Трагови насеља на простору Травника сежу у далеку прошлост, када су Келти, Илири и Римљани испирали злато из Лашве, но први писани помен Травника датира од 1463. године, када кроз њега пролази султан Мехмед II Освајач у свом походу на Јајце.
Током средњег вијека Травник се налазио на посједима војводе Хрвоје Вукчића. У другој половини 11. вијека је изграђен стари град, тврђава која надвисује данашњи Травник. Након османлијског заузимања Босне Травник се развија као трговачки и занатски центар, а у 17. вијеку постаје и сједиште босанског везира. Године 1806. Француска отвара своје посланство у Травнику, а 1807. се за тим примјером поводи и Аустроугарска — Конзулско доба.
Након Аустроугарске окупације Босне и Херцеговине Травник се развија у западном стилу, гради се гимназија, жељезница, уводи се електрична енергија, а 1890. веома кратко вријеме ради и Теолошки факултет, као прва висока школа у новијој прошлости Босне.
Ранији Травнички округ у Краљевини СХС 1922-29. постаје Травничка област, која је затим издељена између бановина, углавном Врбаске и Приморске, а сам Травник се нашао у Дринској бановини. Српско певачко друштво "Обилић" је основано 1923.

### Други свјетски рат
У окупираној Југославији је успостављена "Независна Држава Хрватска", Травник је седиште Велике жупе Лашва-Глаж 1941-44, затим краће време Лашва-Плива. У граду су побијени бројни Срби, Роми и Јевреји.
У Травнику јуна 1941. ухапшени су сви виђенији Срби.
У Травнику и околини масовни покољ Срба почео је на Илиндан 1941. године. „Тада су из вароши и неких села, под изговором да их воде на присилан рад, многи Срби одведени и поубијани. Покољ Срба је извршен и у самој вароши Травнику. Полицајац Путица рекао је злогласном усташи Ивану Рељи, када је изашао из просторије у којој је мучио и убијао Србе: “Спери се, ето си сав крвав“.
У Травнику црква је служила за магацин ствари избеглих и поубијаних Срба.
Иконостас цркве у Травнику је порушен и продан „домаћим муслиманима да њиме ложе ватру… Цигани су слике из православне цркве, бацали по путу и с њима се изругивали“. Црквене утваре, као и све одежде, и многе друге ствари распродате су на лицитацији, а богослужбене књиге као предмети који нису могли да се уновче спаљени су.
НОВЈ је ослободила Травник 22. октобра 1944.

### Распад СФРЈ
Током рата на простору бивше Југославије, град је тешко страдао од бомбардовања војске Републике Српске. У овом периоду, на подручју Травника трајао је и конфликт између Бошњака и Хрвата. После рата, Травник је постао центар Средњобосанског кантона.

## Становништво
Демографски подаци за град Травник су оскудни. Према југословенском попису из 1991. године, ово подручје је имало 70.747 становника. Од њих, 31.813 су били Бошњаци (Муслимани) (45%), 26.118 Хрвати (37%), 7.777 Срби (11%), а 5.039 остали (7%). Становништво бошњачке националности су највише насељавали урбанизоване делове овог подручја, односно сам град Травник. Током рата је над великим делом становништва извршено етничко чишћење. Хиљаде Срба и Хрвата су напустили Травник, док је на хиљаде Бошњака из других делова БиХ избјегло у њега. По подацима из децембра 1997, број становника травничког региона се смањио на 59.367. Од њих, 48.861 су Бошњаци (82%), 9.144 Хрвати (15%), 539 Срби (1%) и 823 осталих (1,4%).
Последње биљешке о броју становника су само процјене, јер од 1991. на подручју БиХ није одржан званичан попис становништва. Утврђено је да се од 1997. број становника попео на око 70.000 од којих је 26.510 ван самог града. Број становника се попео највише захваљујући повратку избјеглица и повећању броја рођених беба.
По посљедњем службеном попису становништва из 1991. године, општина Травник је имала 70.747 становника, распоређених у 88 насељених места.
|                      | 2013.           | 1991.           | 1981.           | 1971.           |
| Укупно               | 15 344 (100,0%) | 19 041 (100,0%) | 15 888 (100,0%) | 12 977 (100,0%) |
| Бошњаци              | 10 899 (71,03%) | 7 373 (38,72%)1 | 5 822 (36,64%)1 | 5 730 (44,16%)1 |
| Хрвати               | 2 847 (18,55%)  | 6 043 (31,74%)  | 5 026 (31,63%)  | 4 538 (34,97%)  |
| Босанци              | 397 (2,587%)    | –               | –               | –               |
| Срби                 | 322 (2,099%)    | 2 131 (11,19%)  | 1 901 (11,97%)  | 1 894 (14,60%)  |
| Неизјашњени          | 286 (1,864%)    | –               | –               | –               |
| Муслимани            | 179 (1,167%)    | –               | –               | –               |
| Босанци и Херцеговци | 107 (0,697%)    | –               | –               | –               |
| Роми                 | 104 (0,678%)    | –               | –               | –               |
| Остали               | 71 (0,463%)     | 694 (3,645%)    | 89 (0,560%)     | 122 (0,940%)    |
| Непознато            | 64 (0,417%)     | –               | –               | –               |
| Албанци              | 36 (0,235%)     | –               | 48 (0,302%)     | 30 (0,231%)     |
| Југословени          | 9 (0,059%)      | 2 800 (14,71%)  | 2 867 (18,05%)  | 486 (3,745%)    |
| Турци                | 9 (0,059%)      | –               | –               | –               |
| Црногорци            | 6 (0,039%)      | –               | 89 (0,560%)     | 102 (0,786%)    |
| Македонци            | 3 (0,020%)      | –               | 9 (0,057%)      | 21 (0,162%)     |
| Словенци             | 3 (0,020%)      | –               | 30 (0,189%)     | 44 (0,339%)     |
| Православци          | 2 (0,013%)      | –               | –               | –               |
| Мађари               | –               | –               | 7 (0,044%)      | 10 (0,077%)     |

1. 1 На пописима од 1971. до 1991. Бошњаци су пописивани углавном као Муслимани.

## Култура
Травник има снажну културу, која датира још из периода када је овај град био сједиште везира Османског царства, одговорних за Босански ејалет. Стари дио Травника постоји још од времена босанске независности у првој половини 15. вијека. У граду се налазе бројне џамије и цркве, као и гробови важних историјских личности, те одлични примјери османске архитектуре. Градски музеј, изграђен 1950. године, је једна од најимпресивнијих културних институција у регији.

## Партнерски градови
- Лајпциг

## Знаменити Травничани
- Сулејман Хафизадић
- Иво Андрић
- Тугомир Алауповић
- Сена Јуринац
- Давор Џалто
- Злата Бартл
- Мирослав Блажевић
- Јосип Пејаковић
- Мухарем Баздуљ
- Сеид Мемић